# قائمة الأحزاب السياسية في البرتغال
تسرد هذه المقالة الأحزاب السياسية في جمهورية البرتغال .
- الحزب الشيوعي البرتغالي
- الحزب الديمقراطي الاجتماعي (البرتغال)
- الحزب الديمقراطي الاجتماعي (البرتغال)
- الحزب الاشتراكي البرتغالي
- المركز الديمقراطي والاجتماعي - حزب الشعب

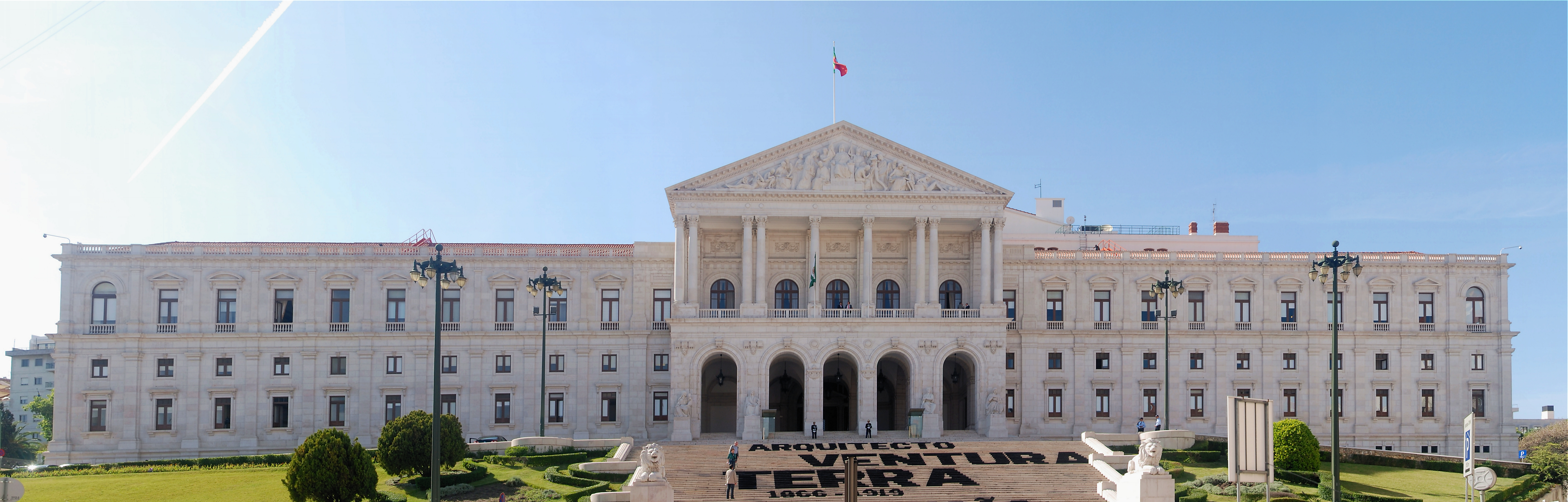
قصر ساو بينتو في لشبونة، مقر البرلمان البرتغالي.

## روابط خارجية
- المحكمة الدستورية البرتغالية - الأحزاب الحالية (بالبرتغالية)
- "Partidos Políticos". Comissão Nacional de Eleições. مؤرشف من الأصل في 2020-08-03. اطلع عليه بتاريخ 2018-10-31.
- "Arquivo Electrónico da Democracia Portuguesa - História dos Partidos". Centro de Documentação 25 de Abril. مؤرشف من الأصل في 2007-09-11. اطلع عليه بتاريخ 2006-06-20.
- "Partidos e Movimentos Portugueses". Centro de Estudos do Pensamento Político. مؤرشف من الأصل في 2012-02-04. اطلع عليه بتاريخ 2005-05-17.